# 特種偵察團
特種偵察團（英語：Special Reconnaissance Regiment，簡稱：SRR）是英國陸軍的一支特種偵察單位，成立於2005年4月6日，並是英國特種部隊（英語：United Kingdom Special Forces，簡稱：UKSF）的一部份，它跟特種空勤團、特別舟艇隊以及特種部隊支援群一樣都是由特種部隊總監（英語：Director Special Forces）所指揮。 
特種偵察團會執行大範圍對目標的監視及偵察的秘密行動。它會從任何在英國武裝部隊中現役的男性及女性士兵的志願者中招募人員。

## 構成
創立特種偵察團這個提議是由桑赫斯特皇家軍事學院提出，該部隊主要執行各種針對反恐作戰的監察行動 。它是為了減輕特種空勤團和特別舟艇隊在相關方面的負擔而成立，根據相關資料推斷SRR目前約有500—700名幹員  。媒體指出SRR的基地跟特種空勤團同樣位於赫里福德。
特種偵察團是以目前已廢除的第14情報連作基礎成立，後者在北愛爾蘭打擊臨時愛爾蘭共和軍時擔任了類似的角色  。